# Rondonops
Rondonops — рід ящірок родини гімнофтальмових (Gymnophthalmidae). Представники цього роду є ендеміками Бразилії.

## Види
Рід Rondonops нараховує 2 види:
- Rondonops biscutatus Colli et al., 2015
- Rondonops xanthomystax Colli et al., 2015